# Coupe Davis 2018
Pour un article plus général, voir Coupe Davis.
Navigation
Édition précédente Édition suivante
La Coupe Davis 2018 est la 107e édition de ce tournoi de tennis professionnel masculin par nations. Les rencontres se déroulent du 2 février au 25 novembre dans différents lieux.
La Croatie  remporte son 2e saladier d'argent grâce à sa victoire en finale face à la France (tenante du titre) par trois victoires à une.
C'est la dernière édition sous le format historique avec des matches à élimination directe entre deux nations chez l'une d'entre elles.

## Contexte
Le "Groupe Mondial" de l'édition 2018 de la Coupe Davis met aux prises 16 équipes sélectionnées en fonction de leurs résultats durant l'édition précédente :
- les nations ayant atteint les quarts de finale (1re ligne),
- les nations ayant remporté leur match de barrage (2e ligne).

| Groupe Mondial    |              |                |                 |                |                 |                      |              |
| France (V)        | Belgique (F) | Australie (DF) | Serbie (DF)     | Italie (QF)    | États-Unis (QF) | Grande-Bretagne (QF) | Espagne (QF) |
| Kazakhstan (Gr I) | Croatie (HF) | Suisse (HF)    | Pays-Bas (Gr I) | Allemagne (HF) | Japon (HF)      | Hongrie (Gr I)       | Canada (HF)  |

Le tournoi se déroule en parallèle dans les groupes inférieurs des zones continentales, avec pour enjeu d'accéder au groupe supérieur. Un total de 127 nations participent à la compétition :
- 16 dans le "Groupe Mondial",
- 24 dans la "Zone Amérique",
- 35 dans la "Zone Asie/Océanie",
- 52 dans la "Zone Afrique/Europe".

## Déroulement du tournoi

### Nouveautés
Les équipes finalistes en 2017, la France et la Belgique, peuvent choisir de jouer à domicile au 1er tour. Cela profitera à la Belgique, la dernière confrontation avec la Hongrie ayant eu lieu en 1990 à Bruxelles.
Alors que chaque équipe devait être composée de quatre joueurs maximum, les capitaines peuvent désormais titulariser jusqu'à cinq joueurs.
D'autres mesures ont failli être votées pour réformer la Coupe Davis, soit les matches en simple en deux sets gagnants et la finale en terrain neutre, au Palexpo de Genève, mais ne furent pas acceptées pour cette édition.

### Huitièmes de finale
Avant le début de la rencontre, la France, tenante du titre, doit faire face au forfait de Jo-Wilfried Tsonga, blessé au genou et remplacé sur le court par Richard Gasquet, présent dans la liste des cinq joueurs sélectionnés pour ce 1er tour. Pour pallier cette absence, Yannick Noah fait appel en urgence à Adrian Mannarino, qui arrive à Albertville moins de 24 h avant le début des hostilités. Le vendredi, Lucas Pouille, initialement aligné pour jouer le premier simple, est contraint de se retirer, souffrant d'un torticolis. Adrian Mannarino le remplace alors au pied levé. Celui-ci s'incline en 3 sets à l'occasion de son premier match en équipe de France contre Thiemo de Bakker (369e). Richard Gasquet permet ensuite aux Bleus de revenir à égalité grâce à sa victoire en 4 sets sur Robin Haase. Pierre-Hugues Herbert et Nicolas Mahut s'imposent ensuite en 4 manches lors du double après un match accroché contre Robin Haase et le spécialiste néerlandais de la discipline Jean-Julien Rojer. C'est finalement Adrian Mannarino qui envoie l'équipe de France en 1/4 de finale après sa victoire en 5 sets et 4 h 20 contre Robin Haase.
Les Italiens sont, quant à eux, au grand complet pour affronter le Japon, démuni de son leader Kei Nishikori, de retour de blessure après une convalescence de 4 mois. Les Japonais donnent néanmoins du fil à retordre à leurs adversaires. Fabio Fognini a besoin de 5 sets pour écarter Taro Daniel (100e) avant qu'Andreas Seppi ne cède, aussi en 5 manches, face au numéro 1 nippon Yuichi Sugita (41e). Simone Bolelli et Fabio Fognini font le break le samedi lors du double en empochant la partie en 4 sets serrés. Fabio Fognini libère son pays lors de la dernière journée en remportant le troisième simple, une nouvelle fois en 5 sets, face à Yuichi Sugita.
La Grande-Bretagne doit, elle aussi, faire face à un imprévu de dernière minute. Déjà privée de son chef de file Andy Murray, blessé à la hanche, son leader de substitution Kyle Edmund est contraint de déclarer forfait deux jours avant le début des matchs, touché à la hanche. C'est donc une équipe britannique composée exclusivement de joueurs hors du top 100 qui affronte l'Espagne. Lors du premier match, Albert Ramos-Viñolas (21e) fait respecter la logique en dominant en 3 sets Liam Broady (165e), qui jouait son premier match en Coupe Davis. Mais au match suivant, Cameron Norrie (114e), également novice en sélection nationale, crée la surprise en battant Roberto Bautista-Agut (23e) en 5 sets alors qu'il était mené 2 sets à 0. Le joueur britannique écarte non seulement son premier top 30 mais jouait également son premier match en 5 manches. Le lendemain, Pablo Carreño Busta et Feliciano López renversent Dominic Inglot et Jamie Murray à l'occasion du double. Le sort des Britanniques est scellé le dimanche par la défaite de Cameron Norrie contre Albert Ramos-Viñolas.
La rencontre entre l'Australie et l'Allemagne est marquée par la première titularisation du jeune Australien de 18 ans Alex De Minaur, qui a fait sensation en début de saison en atteignant sa première finale ATP lors du tournoi de Sydney. Il parvient à emmener Alexander Zverev (5e) dans une 5e manche décisive lors du premier match, rendant finalement les armes à l'issue du tie-break final. Nick Kyrgios prend ensuite l'avantage sur Jan-Lennard Struff, remettant les deux équipes à égalité. Le lendemain, les Australiens Matthew Ebden et John Peers perdent le double en 5 sets face à une paire allemande inédite composée de Tim Pütz et Jan-Lennard Struff, qui était en 1/2 finale dans la discipline à l'Open d'Australie une semaine auparavant. Alexander Zverev envoie son pays en 1/4 de finale le dimanche en battant avec sérieux le leader australien Nick Kyrgios.
Privée de Roger Federer, qui a annoncé un mois plus tôt qu'il arrêtait de jouer en Coupe Davis, mais également de Stanislas Wawrinka, peu intéressé par cette compétition depuis sa victoire en 2014, ainsi que de Marco Chiudinelli, à la retraite depuis la fin de l'année 2017, la Suisse de Severin Lüthi s'incline 4 à 1 contre le Kazakhstan. Cette rencontre est marquée par les premiers pas en sélection nationale de Marc-Andrea Hüsler, âgé de 21 ans, qui a joué son premier match en 5 sets à l'occasion du double.
La Croatie affronte à domicile le Canada, privé de son leader Milos Raonic. Borna Ćorić offre le premier point à son pays en battant en 4 sets Vasek Pospisil avant que le jeune Denis Shapovalov ne s'impose face à Viktor Galović, qui fête sa première sélection, et remette les deux équipes à égalité. Le lendemain, la paire croate, composée d'Ivan Dodig et Marin Čilić, récent finaliste de l'Open d'Australie et qui a préféré attendre le samedi pour commencer à jouer compte tenu du décalage horaire entre Melbourne et Osijek, dominent Daniel Nestor et Vasek Pospisil alors qu'ils étaient menés 2 sets à 0. Borna Ćorić conclut la rencontre en éliminant Denis Shapovalov en 3 sets et qualifie son pays pour les 1/4 de finale.
Les États-Unis n'ont eu aucun problème à rallier les 1/4 de finale après leur victoire 3 à 0 contre la Serbie, sans Novak Djokovic, opéré de la main au même moment et qui peine à revenir au meilleur niveau après une absence de 6 mois à cause d'une blessure au coude. Le capitaine serbe Nenad Zimonjić fait appel pour le double à Nikola Milojević et Miljan Zekić, qui célèbrent leur première sélection en Coupe Davis.
La Belgique, finaliste de l'édition précédente, maîtrise parfaitement la première journée en remportant les deux simples face à une équipe de Hongrie qui n'avait plus connu le groupe mondial depuis 1996. Elle évoluait encore en 3e division continentale en 2014. Le lendemain, Attila Balázs et Márton Fucsovics, qui étaient parvenus à eux seuls à battre la Russie lors des barrages en novembre 2017, remportent le point du double en écartant en 5 sets Ruben Bemelmans et Joris De Loore. La Hongrie est éliminée le dimanche à la suite de la victoire de David Goffin sur Márton Fucsovics.

### Quarts de finale
Contexte
Ces quarts de finale se déroulent dans un contexte assez tendu. En effet, quelques semaines avant le début des rencontres, la Fédération internationale de tennis a annoncé son intention de réformer la Coupe Davis pour 2019 avec une dotation considérable de 3 milliards de dollars, étalée sur 25 ans (soit environ 12 millions de dollars par édition) en vue d'attirer les meilleurs joueurs, qui avaient délaissé depuis quelques années maintenant cet événement. Cette nouvelle formule se jouerait sur terrain neutre en Asie, durant une seule semaine fin novembre, en deux sets gagnants et avec seulement deux simples et un double. Cette annonce a fait l'effet d'une bombe auprès de nombreux joueurs qui remettent en cause le fait que cette compétition emblématique de plus de 100 ans ne devienne un tournoi d'exhibition et qu'elle aurait lieu en toute fin de saison, au moment où les joueurs sont le plus fatigués. Parmi ces réactions, celle de Yannick Noah qui déclare « La fin de la Coupe Davis. Quelle tristesse. Ils ont vendu l'âme d'une épreuve historique » ou encore celle de Lucas Pouille, beaucoup plus sévère : « ce ne serait plus qu'une exhibition. Et je ne joue pas en équipe de France pour faire une exhibition ». Ils sont rejoints par les anciens joueurs Ievgueni Kafelnikov, Lleyton Hewitt et Patrick Rafter. D'autres semblent apprécier la nouvelle comme Novak Djokovic, qui se félicite d'« une fantastique nouvelle ». D'autres encore sont un peu plus mesurés comme Roger Federer, qui affirme ne pas savoir « si c'est la bonne chose à faire ». La décision finale sera prise en août 2018, soit quelques semaines avant les demi-finales.
Résultats
Dans ce climat, le premier quart de finale voit s'affronter l'Italie et la France, privée de Gaël Monfils et Jo-Wilfried Tsonga, tous les deux blessés. Lors de la première journée, le numéro 1 tricolore Lucas Pouille lance les Bleus en dominant Andreas Seppi en 5 sets avant que Fabio Fognini ne remette les deux équipes à égalité après sa victoire sur Jérémy Chardy. Le lendemain, Pierre-Hugues Herbert et Nicolas Mahut s'imposent en double avec manière face à la paire Bolelli / Fognini. C'est finalement Lucas Pouille qui envoie l'équipe de France en demi-finale après sa victoire convaincante contre le numéro 1 italien, victime encore une fois d'un mental trop aléatoire.
Les Espagnols peuvent compter sur le numéro 1 mondial Rafael Nadal pour affronter l'Allemagne. À l'issue de la première journée, les deux pays sont à égalité après la victoire de leur leader contre Philipp Kohlschreiber et celle d'Alexander Zverev face à David Ferrer. Les Allemands font le break le lendemain à l'occasion du double, remporté par Tim Pütz et Jan-Lennard Struff après un match très serré en 5 sets et 4 h 30 de jeu contre Feliciano López et Marc López. Le dimanche, Rafael Nadal permet à son pays de revenir à 2 partout après son succès sur Alexander Zverev. En remportant ses deux simples, l'Espagnol signe un record et devient le seul joueur dans l'histoire de la Coupe Davis à y remporter 24 victoires consécutives, simple et double confondus, restant ainsi invaincu depuis 2004. Lors du simple décisif qui restera pour longtemps un match d'anthologie, David Ferrer s'impose contre Philipp Kohlschreiber en 5 sets et 5 h de jeu et qualifie son pays pour les demi-finales.
La Croatie affronte le Kazakhstan à domicile. Marin Čilić offre à son pays le premier point en ne faisant qu'une bouchée de Dmitry Popko (258e). Le leader kazakh Mikhail Kukushkin revient ensuite à égalité après sa victoire en 4 sets contre le jeune Borna Ćorić, pourtant demi-finaliste à Indian Wells et quart de finaliste à Miami quelques jours auparavant. Après le gain du double par les Croates Ivan Dodig et Nikola Mektić le samedi, Marin Čilić qualifie son pays pour le dernier carré après avoir écrasé Mikhail Kukushkin, en ne lui laissant que 3 jeux.
Le dernier quart de finale oppose les États-Unis à la Belgique, finaliste sortante, privée de son chef de file David Goffin, blessé à l’œil. John Isner et Sam Querrey remportent les deux simples du vendredi respectivement contre Joris De Loore (327e) et Ruben Bemelmans (110e). Ryan Harrison et Jack Sock concluent l'affaire lors du double et qualifient leur pays pour les demi-finales, que les Américains n'avaient plus jouées depuis 2012.
Dans le groupe Europe I, l'Autriche, amputée de Dominic Thiem, blessé à la cheville, crée l'exploit en dominant la Russie grâce, en partie, à Jürgen Melzer (317e), qui n'a plus joué sur le circuit depuis août 2017 et que tout le monde croyait à la retraite. En effet, le vétéran de 36 ans s'est illustré en remportant le double contre Karen Khachanov et Andrey Rublev, pourtant finalistes dans la discipline quelques jours auparavant à Miami, puis le troisième simple face à Evgeny Donskoy (85e), qualifiant ainsi son équipe pour les barrages pour le groupe mondial.
Enfin, dans le groupe Asie/Océanie I, la légende indienne du double Leander Paes signe un record et devient le joueur ayant remporté le plus de match de double en Coupe Davis (43). Mené 2 à 0 par la Chine à l'issue de la première journée, son pays s'est finalement qualifié pour les barrages pour le groupe mondial.

## Résultats

### Groupe mondial
Les nations vaincues au 1er tour jouent leur maintien pour le groupe mondial lors du tour de barrage.
De par la refonte du format en 2019, les nations ayant atteint le dernier carré sont qualifiées pour la phase finale de la prochaine édition alors que les quarts de finalistes jouent la phase qualificative.

#### Tableau
Les nations numérotées sont les têtes de série, selon le classement de la fédération internationale de tennis au 20 septembre 2017.
|  | Huitièmes de finale 2 - 4 février     | Huitièmes de finale 2 - 4 février      |             |   | Quarts de finale 6 - 8 avril      | Quarts de finale 6 - 8 avril      |  |  | Demi-finales 14 - 16 septembre       | Demi-finales 14 - 16 septembre       |  |  | Finale 23 - 25 novembre                       | Finale 23 - 25 novembre                       |
|  | Huitièmes de finale 2 - 4 février     | Huitièmes de finale 2 - 4 février      |             |   | Quarts de finale 6 - 8 avril      | Quarts de finale 6 - 8 avril      |  |  | Demi-finales 14 - 16 septembre       | Demi-finales 14 - 16 septembre       |  |  | Finale 23 - 25 novembre                       | Finale 23 - 25 novembre                       |
|  |                                       |                                        |             |   |                                   |                                   |  |  |                                      |                                      |  |  |                                               |                                               |
|  | Albertville, France (dur int.)        | Albertville, France (dur int.)         |             |   | Gênes, Italie (terre battue ext.) | Gênes, Italie (terre battue ext.) |  |  | Villeneuve-d'Ascq, France (dur int.) | Villeneuve-d'Ascq, France (dur int.) |  |  | Villeneuve-d'Ascq, France (terre battue int.) | Villeneuve-d'Ascq, France (terre battue int.) |
|  | Albertville, France (dur int.)        | Albertville, France (dur int.)         |             |   | Gênes, Italie (terre battue ext.) | Gênes, Italie (terre battue ext.) |  |  | Villeneuve-d'Ascq, France (dur int.) | Villeneuve-d'Ascq, France (dur int.) |  |  | Villeneuve-d'Ascq, France (terre battue int.) | Villeneuve-d'Ascq, France (terre battue int.) |
|  | France (1)                            | 3                                      |             |   | Gênes, Italie (terre battue ext.) | Gênes, Italie (terre battue ext.) |  |  | Villeneuve-d'Ascq, France (dur int.) | Villeneuve-d'Ascq, France (dur int.) |  |  | Villeneuve-d'Ascq, France (terre battue int.) | Villeneuve-d'Ascq, France (terre battue int.) |
|  | France (1)                            | 3                                      |             |   | Gênes, Italie (terre battue ext.) | Gênes, Italie (terre battue ext.) |  |  | Villeneuve-d'Ascq, France (dur int.) | Villeneuve-d'Ascq, France (dur int.) |  |  | Villeneuve-d'Ascq, France (terre battue int.) | Villeneuve-d'Ascq, France (terre battue int.) |
|  | Pays-Bas                              | 1                                      |             |   | Gênes, Italie (terre battue ext.) | Gênes, Italie (terre battue ext.) |  |  | Villeneuve-d'Ascq, France (dur int.) | Villeneuve-d'Ascq, France (dur int.) |  |  | Villeneuve-d'Ascq, France (terre battue int.) | Villeneuve-d'Ascq, France (terre battue int.) |
|  | Pays-Bas                              | 1                                      | France (1)  | 3 |                                   |                                   |  |  | Villeneuve-d'Ascq, France (dur int.) | Villeneuve-d'Ascq, France (dur int.) |  |  | Villeneuve-d'Ascq, France (terre battue int.) | Villeneuve-d'Ascq, France (terre battue int.) |
|  | Morioka, Japon* (dur int.)            |                                        | France (1)  | 3 |                                   |                                   |  |  | Villeneuve-d'Ascq, France (dur int.) | Villeneuve-d'Ascq, France (dur int.) |  |  | Villeneuve-d'Ascq, France (terre battue int.) | Villeneuve-d'Ascq, France (terre battue int.) |
|  |                                       | Italie (8)                             | 1           |   |                                   |                                   |  |  | Villeneuve-d'Ascq, France (dur int.) | Villeneuve-d'Ascq, France (dur int.) |  |  | Villeneuve-d'Ascq, France (terre battue int.) | Villeneuve-d'Ascq, France (terre battue int.) |
|  | Italie (8)                            | Italie (8)                             | 1           | 3 |                                   |                                   |  |  | Villeneuve-d'Ascq, France (dur int.) | Villeneuve-d'Ascq, France (dur int.) |  |  | Villeneuve-d'Ascq, France (terre battue int.) | Villeneuve-d'Ascq, France (terre battue int.) |
|  | Italie (8)                            | Valence, Espagne (terre battue ext.)   |             | 3 |                                   |                                   |  |  | Villeneuve-d'Ascq, France (dur int.) | Villeneuve-d'Ascq, France (dur int.) |  |  | Villeneuve-d'Ascq, France (terre battue int.) | Villeneuve-d'Ascq, France (terre battue int.) |
|  | Japon                                 | 1                                      |             |   |                                   |                                   |  |  | Villeneuve-d'Ascq, France (dur int.) | Villeneuve-d'Ascq, France (dur int.) |  |  | Villeneuve-d'Ascq, France (terre battue int.) | Villeneuve-d'Ascq, France (terre battue int.) |
|  | Japon                                 | 1                                      | France (1)  | 3 |                                   |                                   |  |  |                                      |                                      |  |  | Villeneuve-d'Ascq, France (terre battue int.) | Villeneuve-d'Ascq, France (terre battue int.) |
|  | Marbella, Espagne (terre battue ext.) |                                        | France (1)  | 3 |                                   |                                   |  |  |                                      |                                      |  |  | Villeneuve-d'Ascq, France (terre battue int.) | Villeneuve-d'Ascq, France (terre battue int.) |
|  |                                       | Espagne                                | 2           |   |                                   |                                   |  |  |                                      |                                      |  |  | Villeneuve-d'Ascq, France (terre battue int.) | Villeneuve-d'Ascq, France (terre battue int.) |
|  | Grande-Bretagne (3)                   | Espagne                                | 2           | 1 |                                   |                                   |  |  |                                      |                                      |  |  | Villeneuve-d'Ascq, France (terre battue int.) | Villeneuve-d'Ascq, France (terre battue int.) |
|  | Grande-Bretagne (3)                   | Zadar, Croatie (terre battue ext.)     |             | 1 |                                   |                                   |  |  |                                      |                                      |  |  | Villeneuve-d'Ascq, France (terre battue int.) | Villeneuve-d'Ascq, France (terre battue int.) |
|  | Espagne                               | 3                                      |             |   |                                   |                                   |  |  |                                      |                                      |  |  | Villeneuve-d'Ascq, France (terre battue int.) | Villeneuve-d'Ascq, France (terre battue int.) |
|  | Espagne                               | 3                                      | Espagne     | 3 |                                   |                                   |  |  |                                      |                                      |  |  | Villeneuve-d'Ascq, France (terre battue int.) | Villeneuve-d'Ascq, France (terre battue int.) |
|  | Brisbane, Australie (dur ext.)        |                                        | Espagne     | 3 |                                   |                                   |  |  |                                      |                                      |  |  | Villeneuve-d'Ascq, France (terre battue int.) | Villeneuve-d'Ascq, France (terre battue int.) |
|  |                                       | Allemagne                              | 2           |   |                                   |                                   |  |  |                                      |                                      |  |  | Villeneuve-d'Ascq, France (terre battue int.) | Villeneuve-d'Ascq, France (terre battue int.) |
|  | Australie (6)                         | Allemagne                              | 2           | 1 |                                   |                                   |  |  |                                      |                                      |  |  | Villeneuve-d'Ascq, France (terre battue int.) | Villeneuve-d'Ascq, France (terre battue int.) |
|  | Australie (6)                         | Varaždin, Croatie* (terre battue int.) |             | 1 |                                   |                                   |  |  |                                      |                                      |  |  | Villeneuve-d'Ascq, France (terre battue int.) | Villeneuve-d'Ascq, France (terre battue int.) |
|  | Allemagne                             | 3                                      |             |   |                                   |                                   |  |  |                                      |                                      |  |  | Villeneuve-d'Ascq, France (terre battue int.) | Villeneuve-d'Ascq, France (terre battue int.) |
|  | Allemagne                             | 3                                      | France (1)  | 1 |                                   |                                   |  |  |                                      |                                      |  |  |                                               |                                               |
|  | Astana, Kazakhstan (dur int.)         |                                        | France (1)  | 1 |                                   |                                   |  |  |                                      |                                      |  |  |                                               |                                               |
|  |                                       | Croatie (4)                            | 3           |   |                                   |                                   |  |  |                                      |                                      |  |  |                                               |                                               |
|  | Kazakhstan                            | Croatie (4)                            | 3           | 4 |                                   |                                   |  |  |                                      |                                      |  |  |                                               |                                               |
|  | Kazakhstan                            |                                        |             | 4 |                                   |                                   |  |  |                                      |                                      |  |  |                                               |                                               |
|  | Suisse (5)                            | 1                                      |             |   |                                   |                                   |  |  |                                      |                                      |  |  |                                               |                                               |
|  | Suisse (5)                            | 1                                      | Kazakhstan  | 1 |                                   |                                   |  |  |                                      |                                      |  |  |                                               |                                               |
|  | Osijek, Croatie* (terre battue int.)  |                                        | Kazakhstan  | 1 |                                   |                                   |  |  |                                      |                                      |  |  |                                               |                                               |
|  |                                       | Croatie (4)                            | 3           |   |                                   |                                   |  |  |                                      |                                      |  |  |                                               |                                               |
|  | Canada                                | Croatie (4)                            | 3           | 1 |                                   |                                   |  |  |                                      |                                      |  |  |                                               |                                               |
|  | Canada                                | Nashville, TN, États-Unis (dur int.)   |             | 1 |                                   |                                   |  |  |                                      |                                      |  |  |                                               |                                               |
|  | Croatie (4)                           | 3                                      |             |   |                                   |                                   |  |  |                                      |                                      |  |  |                                               |                                               |
|  | Croatie (4)                           | 3                                      | Croatie (4) | 3 |                                   |                                   |  |  |                                      |                                      |  |  |                                               |                                               |
|  | Niš, Serbie (terre battue int.)       |                                        | Croatie (4) | 3 |                                   |                                   |  |  |                                      |                                      |  |  |                                               |                                               |
|  |                                       | États-Unis                             | 2           |   |                                   |                                   |  |  |                                      |                                      |  |  |                                               |                                               |
|  | États-Unis                            | États-Unis                             | 2           | 3 |                                   |                                   |  |  |                                      |                                      |  |  |                                               |                                               |
|  | États-Unis                            |                                        |             | 3 |                                   |                                   |  |  |                                      |                                      |  |  |                                               |                                               |
|  | Serbie (7)                            | 1                                      |             |   |                                   |                                   |  |  |                                      |                                      |  |  |                                               |                                               |
|  | Serbie (7)                            | 1                                      | États-Unis  | 4 |                                   |                                   |  |  |                                      |                                      |  |  |                                               |                                               |
|  | Liège, Belgique (dur int.)            |                                        | États-Unis  | 4 |                                   |                                   |  |  |                                      |                                      |  |  |                                               |                                               |
|  |                                       | Belgique (2)                           | 0           |   |                                   |                                   |  |  |                                      |                                      |  |  |                                               |                                               |
|  | Hongrie                               | Belgique (2)                           | 0           | 2 |                                   |                                   |  |  |                                      |                                      |  |  |                                               |                                               |
|  | Hongrie                               |                                        |             | 2 |                                   |                                   |  |  |                                      |                                      |  |  |                                               |                                               |
|  | Belgique (2)                          | 3                                      |             |   |                                   |                                   |  |  |                                      |                                      |  |  |                                               |                                               |
|  | Belgique (2)                          | 3                                      |             |   |                                   |                                   |  |  |                                      |                                      |  |  |                                               |                                               |

* les équipes qui se rencontrent pour la 1re fois dans l'histoire de la compétition tirent au sort la nation qui reçoit.

#### Matches détaillés

##### Huitièmes de finale
| | France           | 3                               | -   | 1    | Pays-Bas |    |   |
| --- | ---------------- | ------------------------------- | --- | ---- | -------- | -- | - |
| Halle olympique, Albertville, France |                  |                                 |     |      |          |    |   |
| du 2 février au 4 février 2018 sur dur (int.) |                  |                                 |     |      |          |    |   |
| \| 1 \| \| Adrian Mannarino \| 64 \| 3 \| 3 \| \| \| \| 1 \| \| Thiemo de Bakker \| 7 \| 6 \| 6 \| \| \| \| 2 \| \| Richard Gasquet \| 6 \| 7 \| 3 \| 7 \| \| \| 2 \| \| Robin Haase \| 4 \| 63 \| 6 \| 5 \| \| \| 3 \| \| P.-H. Herbert - N. Mahut \| 7 \| 6 \| 63 \| 7 \| \| \| 3 \| \| Robin Haase - Jean-Julien Rojer \| 6 \| 3 \| 7 \| 62 \| \| \| \| \| \| \| \| \| \| \| \| 4 \| \| Adrian Mannarino \| 4 \| 7 \| 7 \| 62 \| 7 \| \| 4 \| \| Robin Haase \| 6 \| 65 \| 5 \| 7 \| 5 \| \| \| \| \| \| \| \| \| \| \| 5 \| \| Richard Gasquet \| Non \| joué \| \| \| \| \| 5 \| Thiemo de Bakker \| \| \| \| \| \| \| \| \| \| \| \| \| \| \| \| |                  |                                 |     |      |          |    |   |
| 1 |                  | Adrian Mannarino                | 64  | 3    | 3        |    |   |
| 1 |                  | Thiemo de Bakker                | 7   | 6    | 6        |    |   |
| 2 |                  | Richard Gasquet                 | 6   | 7    | 3        | 7  |   |
| 2 |                  | Robin Haase                     | 4   | 63   | 6        | 5  |   |
| 3 |                  | P.-H. Herbert - N. Mahut        | 7   | 6    | 63       | 7  |   |
| 3 |                  | Robin Haase - Jean-Julien Rojer | 6   | 3    | 7        | 62 |   |
| |                  |                                 |     |      |          |    |   |
| 4 |                  | Adrian Mannarino                | 4   | 7    | 7        | 62 | 7 |
| 4 |                  | Robin Haase                     | 6   | 65   | 5        | 7  | 5 |
| |                  |                                 |     |      |          |    |   |
| 5 |                  | Richard Gasquet                 | Non | joué |          |    |   |
| 5 | Thiemo de Bakker |                                 |     |      |          |    |   |
| |                  |                                 |     |      |          |    |   |

| 1 |                  | Adrian Mannarino                | 64  | 3    | 3  |    |   |
| 1 |                  | Thiemo de Bakker                | 7   | 6    | 6  |    |   |
| 2 |                  | Richard Gasquet                 | 6   | 7    | 3  | 7  |   |
| 2 |                  | Robin Haase                     | 4   | 63   | 6  | 5  |   |
| 3 |                  | P.-H. Herbert - N. Mahut        | 7   | 6    | 63 | 7  |   |
| 3 |                  | Robin Haase - Jean-Julien Rojer | 6   | 3    | 7  | 62 |   |
|   |                  |                                 |     |      |    |    |   |
| 4 |                  | Adrian Mannarino                | 4   | 7    | 7  | 62 | 7 |
| 4 |                  | Robin Haase                     | 6   | 65   | 5  | 7  | 5 |
|   |                  |                                 |     |      |    |    |   |
| 5 |                  | Richard Gasquet                 | Non | joué |    |    |   |
| 5 | Thiemo de Bakker |                                 |     |      |    |    |   |
|   |                  |                                 |     |      |    |    |   |

| | Japon         | 1                              | -   | 3    | Italie |   |    |
| --- | ------------- | ------------------------------ | --- | ---- | ------ | - | -- |
| Morioka Takaya Arena, Morioka, Japon |               |                                |     |      |        |   |    |
| du 2 février au 4 février 2018 sur dur (int.) |               |                                |     |      |        |   |    |
| \| 1 \| \| Taro Daniel \| 4 \| 6 \| 6 \| 3 \| 2 \| \| 1 \| \| Fabio Fognini \| 6 \| 3 \| 4 \| 6 \| 6 \| \| 2 \| \| Yuichi Sugita \| 4 \| 6 \| 6 \| 4 \| 7 \| \| 2 \| \| Andreas Seppi \| 6 \| 2 \| 4 \| 6 \| 61 \| \| 3 \| \| B. McLachlan - Y. Uchiyama \| 5 \| 7 \| 63 \| 5 \| \| \| 3 \| \| Simone Bolelli - Fabio Fognini \| 7 \| 64 \| 7 \| 7 \| \| \| \| \| \| \| \| \| \| \| \| 4 \| \| Yuichi Sugita \| 6 \| 1 \| 6 \| 6 \| 65 \| \| 4 \| \| Fabio Fognini \| 3 \| 6 \| 3 \| 7 \| 7 \| \| \| \| \| \| \| \| \| \| \| 5 \| \| Taro Daniel \| Non \| joué \| \| \| \| \| 5 \| Andreas Seppi \| \| \| \| \| \| \| \| \| \| \| \| \| \| \| \| |               |                                |     |      |        |   |    |
| 1 |               | Taro Daniel                    | 4   | 6    | 6      | 3 | 2  |
| 1 |               | Fabio Fognini                  | 6   | 3    | 4      | 6 | 6  |
| 2 |               | Yuichi Sugita                  | 4   | 6    | 6      | 4 | 7  |
| 2 |               | Andreas Seppi                  | 6   | 2    | 4      | 6 | 61 |
| 3 |               | B. McLachlan - Y. Uchiyama     | 5   | 7    | 63     | 5 |    |
| 3 |               | Simone Bolelli - Fabio Fognini | 7   | 64   | 7      | 7 |    |
| |               |                                |     |      |        |   |    |
| 4 |               | Yuichi Sugita                  | 6   | 1    | 6      | 6 | 65 |
| 4 |               | Fabio Fognini                  | 3   | 6    | 3      | 7 | 7  |
| |               |                                |     |      |        |   |    |
| 5 |               | Taro Daniel                    | Non | joué |        |   |    |
| 5 | Andreas Seppi |                                |     |      |        |   |    |
| |               |                                |     |      |        |   |    |

| 1 |               | Taro Daniel                    | 4   | 6    | 6  | 3 | 2  |
| 1 |               | Fabio Fognini                  | 6   | 3    | 4  | 6 | 6  |
| 2 |               | Yuichi Sugita                  | 4   | 6    | 6  | 4 | 7  |
| 2 |               | Andreas Seppi                  | 6   | 2    | 4  | 6 | 61 |
| 3 |               | B. McLachlan - Y. Uchiyama     | 5   | 7    | 63 | 5 |    |
| 3 |               | Simone Bolelli - Fabio Fognini | 7   | 64   | 7  | 7 |    |
|   |               |                                |     |      |    |   |    |
| 4 |               | Yuichi Sugita                  | 6   | 1    | 6  | 6 | 65 |
| 4 |               | Fabio Fognini                  | 3   | 6    | 3  | 7 | 7  |
|   |               |                                |     |      |    |   |    |
| 5 |               | Taro Daniel                    | Non | joué |    |   |    |
| 5 | Andreas Seppi |                                |     |      |    |   |    |
|   |               |                                |     |      |    |   |    |

| | Espagne     | 3                             | -   | 1    | Grande-Bretagne |   |   |
| --- | ----------- | ----------------------------- | --- | ---- | --------------- | - | - |
| Tennis Club Puente Romano, Marbella, Espagne |             |                               |     |      |                 |   |   |
| du 2 février au 4 février 2018 sur terre battue (ext.) |             |                               |     |      |                 |   |   |
| \| 1 \| \| Albert Ramos-Viñolas \| 6 \| 6 \| 7 \| \| \| \| 1 \| \| Liam Broady \| 3 \| 4 \| 6 \| \| \| \| 2 \| \| Roberto Bautista-Agut \| 6 \| 6 \| 3 \| 2 \| 2 \| \| 2 \| \| Cameron Norrie \| 4 \| 3 \| 6 \| 6 \| 6 \| \| 3 \| \| P. Carreño Busta - F. López \| 6 \| 6 \| 7 \| \| \| \| 3 \| \| Dominic Inglot - Jamie Murray \| 4 \| 4 \| 64 \| \| \| \| \| \| \| \| \| \| \| \| \| 4 \| \| Albert Ramos-Viñolas \| 7 \| 2 \| 7 \| 6 \| \| \| 4 \| \| Cameron Norrie \| 64 \| 6 \| 64 \| 2 \| \| \| \| \| \| \| \| \| \| \| \| 5 \| \| Roberto Bautista-Agut \| Non \| joué \| \| \| \| \| 5 \| Liam Broady \| \| \| \| \| \| \| \| \| \| \| \| \| \| \| \| |             |                               |     |      |                 |   |   |
| 1 |             | Albert Ramos-Viñolas          | 6   | 6    | 7               |   |   |
| 1 |             | Liam Broady                   | 3   | 4    | 6               |   |   |
| 2 |             | Roberto Bautista-Agut         | 6   | 6    | 3               | 2 | 2 |
| 2 |             | Cameron Norrie                | 4   | 3    | 6               | 6 | 6 |
| 3 |             | P. Carreño Busta - F. López   | 6   | 6    | 7               |   |   |
| 3 |             | Dominic Inglot - Jamie Murray | 4   | 4    | 64              |   |   |
| |             |                               |     |      |                 |   |   |
| 4 |             | Albert Ramos-Viñolas          | 7   | 2    | 7               | 6 |   |
| 4 |             | Cameron Norrie                | 64  | 6    | 64              | 2 |   |
| |             |                               |     |      |                 |   |   |
| 5 |             | Roberto Bautista-Agut         | Non | joué |                 |   |   |
| 5 | Liam Broady |                               |     |      |                 |   |   |
| |             |                               |     |      |                 |   |   |

| 1 |             | Albert Ramos-Viñolas          | 6   | 6    | 7  |   |   |
| 1 |             | Liam Broady                   | 3   | 4    | 6  |   |   |
| 2 |             | Roberto Bautista-Agut         | 6   | 6    | 3  | 2 | 2 |
| 2 |             | Cameron Norrie                | 4   | 3    | 6  | 6 | 6 |
| 3 |             | P. Carreño Busta - F. López   | 6   | 6    | 7  |   |   |
| 3 |             | Dominic Inglot - Jamie Murray | 4   | 4    | 64 |   |   |
|   |             |                               |     |      |    |   |   |
| 4 |             | Albert Ramos-Viñolas          | 7   | 2    | 7  | 6 |   |
| 4 |             | Cameron Norrie                | 64  | 6    | 64 | 2 |   |
|   |             |                               |     |      |    |   |   |
| 5 |             | Roberto Bautista-Agut         | Non | joué |    |   |   |
| 5 | Liam Broady |                               |     |      |    |   |   |
|   |             |                               |     |      |    |   |   |

| | Australie          | 1                             | -   | 3    | Allemagne |    |    |
| --- | ------------------ | ----------------------------- | --- | ---- | --------- | -- | -- |
| Queensland Tennis Centre, Brisbane, Australie |                    |                               |     |      |           |    |    |
| du 2 février au 4 février 2018 sur dur (ext.) |                    |                               |     |      |           |    |    |
| \| 1 \| \| Alex De Minaur \| 5 \| 6 \| 6 \| 3 \| 64 \| \| 1 \| \| Alexander Zverev \| 7 \| 4 \| 4 \| 6 \| 7 \| \| 2 \| \| Nick Kyrgios \| 6 \| 6 \| 6 \| \| \| \| 2 \| \| Jan-Lennard Struff \| 4 \| 4 \| 4 \| \| \| \| 3 \| \| Matthew Ebden - John Peers \| 4 \| 7 \| 2 \| 7 \| 4 \| \| 3 \| \| Tim Pütz - Jan-Lennard Struff \| 6 \| 61 \| 6 \| 64 \| 6 \| \| \| \| \| \| \| \| \| \| \| 4 \| \| Nick Kyrgios \| 2 \| 63 \| 2 \| \| \| \| 4 \| \| Alexander Zverev \| 6 \| 7 \| 6 \| \| \| \| \| \| \| \| \| \| \| \| \| 5 \| \| Alex De Minaur \| Non \| joué \| \| \| \| \| 5 \| Jan-Lennard Struff \| \| \| \| \| \| \| \| \| \| \| \| \| \| \| \| |                    |                               |     |      |           |    |    |
| 1 |                    | Alex De Minaur                | 5   | 6    | 6         | 3  | 64 |
| 1 |                    | Alexander Zverev              | 7   | 4    | 4         | 6  | 7  |
| 2 |                    | Nick Kyrgios                  | 6   | 6    | 6         |    |    |
| 2 |                    | Jan-Lennard Struff            | 4   | 4    | 4         |    |    |
| 3 |                    | Matthew Ebden - John Peers    | 4   | 7    | 2         | 7  | 4  |
| 3 |                    | Tim Pütz - Jan-Lennard Struff | 6   | 61   | 6         | 64 | 6  |
| |                    |                               |     |      |           |    |    |
| 4 |                    | Nick Kyrgios                  | 2   | 63   | 2         |    |    |
| 4 |                    | Alexander Zverev              | 6   | 7    | 6         |    |    |
| |                    |                               |     |      |           |    |    |
| 5 |                    | Alex De Minaur                | Non | joué |           |    |    |
| 5 | Jan-Lennard Struff |                               |     |      |           |    |    |
| |                    |                               |     |      |           |    |    |

| 1 |                    | Alex De Minaur                | 5   | 6    | 6 | 3  | 64 |
| 1 |                    | Alexander Zverev              | 7   | 4    | 4 | 6  | 7  |
| 2 |                    | Nick Kyrgios                  | 6   | 6    | 6 |    |    |
| 2 |                    | Jan-Lennard Struff            | 4   | 4    | 4 |    |    |
| 3 |                    | Matthew Ebden - John Peers    | 4   | 7    | 2 | 7  | 4  |
| 3 |                    | Tim Pütz - Jan-Lennard Struff | 6   | 61   | 6 | 64 | 6  |
|   |                    |                               |     |      |   |    |    |
| 4 |                    | Nick Kyrgios                  | 2   | 63   | 2 |    |    |
| 4 |                    | Alexander Zverev              | 6   | 7    | 6 |    |    |
|   |                    |                               |     |      |   |    |    |
| 5 |                    | Alex De Minaur                | Non | joué |   |    |    |
| 5 | Jan-Lennard Struff |                               |     |      |   |    |    |
|   |                    |                               |     |      |   |    |    |

| | Kazakhstan | 4                             | -  | 1  | Suisse |    |   |
| --- | ---------- | ----------------------------- | -- | -- | ------ | -- | - |
| National Tennis Centre, Astana, Kazakhstan |            |                               |    |    |        |    |   |
| du 2 février au 4 février 2018 sur dur (int.) |            |                               |    |    |        |    |   |
| \| 1 \| \| Dmitry Popko \| 6 \| 7 \| 3 \| 7 \| \| \| 1 \| \| Henri Laaksonen \| 2 \| 67 \| 6 \| 5 \| \| \| 2 \| \| Mikhail Kukushkin \| 3 \| 6 \| 6 \| 6 \| \| \| 2 \| \| Adrian Bodmer \| 6 \| 3 \| 2 \| 3 \| \| \| 3 \| \| T. Khabibulin - A. Nedovyesov \| 6 \| 6 \| 3 \| 65 \| 6 \| \| 3 \| \| M.-A. Hüsler - L. Margaroli \| 4 \| 4 \| 6 \| 7 \| 3 \| \| \| \| \| \| \| \| \| \| \| 4 \| \| Roman Khassanov \| 3 \| 1 \| \| \| \| \| 4 \| \| Marc-Andrea Hüsler \| 6 \| 6 \| \| \| \| \| \| \| \| \| \| \| \| \| \| 5 \| \| Dmitry Popko \| 7 \| 1 \| 10 \| \| \| \| 5 \| \| Adrian Bodmer \| 65 \| 6 \| 6 \| \| \| \| \| \| \| \| \| \| \| \| |            |                               |    |    |        |    |   |
| 1 |            | Dmitry Popko                  | 6  | 7  | 3      | 7  |   |
| 1 |            | Henri Laaksonen               | 2  | 67 | 6      | 5  |   |
| 2 |            | Mikhail Kukushkin             | 3  | 6  | 6      | 6  |   |
| 2 |            | Adrian Bodmer                 | 6  | 3  | 2      | 3  |   |
| 3 |            | T. Khabibulin - A. Nedovyesov | 6  | 6  | 3      | 65 | 6 |
| 3 |            | M.-A. Hüsler - L. Margaroli   | 4  | 4  | 6      | 7  | 3 |
| |            |                               |    |    |        |    |   |
| 4 |            | Roman Khassanov               | 3  | 1  |        |    |   |
| 4 |            | Marc-Andrea Hüsler            | 6  | 6  |        |    |   |
| |            |                               |    |    |        |    |   |
| 5 |            | Dmitry Popko                  | 7  | 1  | 10     |    |   |
| 5 |            | Adrian Bodmer                 | 65 | 6  | 6      |    |   |
| |            |                               |    |    |        |    |   |

| 1 |  | Dmitry Popko                  | 6  | 7  | 3  | 7  |   |
| 1 |  | Henri Laaksonen               | 2  | 67 | 6  | 5  |   |
| 2 |  | Mikhail Kukushkin             | 3  | 6  | 6  | 6  |   |
| 2 |  | Adrian Bodmer                 | 6  | 3  | 2  | 3  |   |
| 3 |  | T. Khabibulin - A. Nedovyesov | 6  | 6  | 3  | 65 | 6 |
| 3 |  | M.-A. Hüsler - L. Margaroli   | 4  | 4  | 6  | 7  | 3 |
|   |  |                               |    |    |    |    |   |
| 4 |  | Roman Khassanov               | 3  | 1  |    |    |   |
| 4 |  | Marc-Andrea Hüsler            | 6  | 6  |    |    |   |
|   |  |                               |    |    |    |    |   |
| 5 |  | Dmitry Popko                  | 7  | 1  | 10 |    |   |
| 5 |  | Adrian Bodmer                 | 65 | 6  | 6  |    |   |
|   |  |                               |    |    |    |    |   |

| | Croatie        | 3                              | -   | 1    | Canada |   |   |
| --- | -------------- | ------------------------------ | --- | ---- | ------ | - | - |
| Dvorana Gradski vrt, Osijek, Croatie |                |                                |     |      |        |   |   |
| du 2 février au 4 février 2018 sur terre battue (int.) |                |                                |     |      |        |   |   |
| \| 1 \| \| Borna Ćorić \| 3 \| 6 \| 6 \| 6 \| \| \| 1 \| \| Vasek Pospisil \| 6 \| 2 \| 3 \| 2 \| \| \| 2 \| \| Viktor Galović \| 4 \| 4 \| 2 \| \| \| \| 2 \| \| Denis Shapovalov \| 6 \| 6 \| 6 \| \| \| \| 3 \| \| Marin Čilić - Ivan Dodig \| 2 \| 3 \| 6 \| 7 \| 6 \| \| 3 \| \| Daniel Nestor - Vasek Pospisil \| 6 \| 6 \| 4 \| 5 \| 2 \| \| \| \| \| \| \| \| \| \| \| 4 \| \| Borna Ćorić \| 6 \| 6 \| 6 \| \| \| \| 4 \| \| Denis Shapovalov \| 4 \| 4 \| 4 \| \| \| \| \| \| \| \| \| \| \| \| \| 5 \| \| Viktor Galović \| Non \| joué \| \| \| \| \| 5 \| Vasek Pospisil \| \| \| \| \| \| \| \| \| \| \| \| \| \| \| \| |                |                                |     |      |        |   |   |
| 1 |                | Borna Ćorić                    | 3   | 6    | 6      | 6 |   |
| 1 |                | Vasek Pospisil                 | 6   | 2    | 3      | 2 |   |
| 2 |                | Viktor Galović                 | 4   | 4    | 2      |   |   |
| 2 |                | Denis Shapovalov               | 6   | 6    | 6      |   |   |
| 3 |                | Marin Čilić - Ivan Dodig       | 2   | 3    | 6      | 7 | 6 |
| 3 |                | Daniel Nestor - Vasek Pospisil | 6   | 6    | 4      | 5 | 2 |
| |                |                                |     |      |        |   |   |
| 4 |                | Borna Ćorić                    | 6   | 6    | 6      |   |   |
| 4 |                | Denis Shapovalov               | 4   | 4    | 4      |   |   |
| |                |                                |     |      |        |   |   |
| 5 |                | Viktor Galović                 | Non | joué |        |   |   |
| 5 | Vasek Pospisil |                                |     |      |        |   |   |
| |                |                                |     |      |        |   |   |

| 1 |                | Borna Ćorić                    | 3   | 6    | 6 | 6 |   |
| 1 |                | Vasek Pospisil                 | 6   | 2    | 3 | 2 |   |
| 2 |                | Viktor Galović                 | 4   | 4    | 2 |   |   |
| 2 |                | Denis Shapovalov               | 6   | 6    | 6 |   |   |
| 3 |                | Marin Čilić - Ivan Dodig       | 2   | 3    | 6 | 7 | 6 |
| 3 |                | Daniel Nestor - Vasek Pospisil | 6   | 6    | 4 | 5 | 2 |
|   |                |                                |     |      |   |   |   |
| 4 |                | Borna Ćorić                    | 6   | 6    | 6 |   |   |
| 4 |                | Denis Shapovalov               | 4   | 4    | 4 |   |   |
|   |                |                                |     |      |   |   |   |
| 5 |                | Viktor Galović                 | Non | joué |   |   |   |
| 5 | Vasek Pospisil |                                |     |      |   |   |   |
|   |                |                                |     |      |   |   |   |

| | Serbie     | 1                               | -   | 3    | États-Unis |   |    |
| --- | ---------- | ------------------------------- | --- | ---- | ---------- | - | -- |
| Sportski centar Čair, Niš, Serbie |            |                                 |     |      |            |   |    |
| du 2 février au 4 février 2018 sur terre battue (int.) |            |                                 |     |      |            |   |    |
| \| 1 \| \| Laslo Djere \| 7 \| 2 \| 5 \| 4 \| \| \| 1 \| \| Sam Querrey \| 64 \| 6 \| 7 \| 6 \| \| \| 2 \| \| Dušan Lajović \| 4 \| 7 \| 3 \| 6 \| 64 \| \| 2 \| \| John Isner \| 6 \| 67 \| 6 \| 3 \| 7 \| \| 3 \| \| Nikola Milojević - Miljan Zekić \| 7 \| 2 \| 5 \| 4 \| \| \| 3 \| \| Ryan Harrison - Steve Johnson \| 63 \| 6 \| 7 \| 6 \| \| \| \| \| \| \| \| \| \| \| \| 4 \| \| Pedja Krstin \| 6 \| 7 \| \| \| \| \| 4 \| \| Steve Johnson \| 1 \| 5 \| \| \| \| \| \| \| \| \| \| \| \| \| \| 5 \| \| Laslo Djere \| Non \| joué \| \| \| \| \| 5 \| John Isner \| \| \| \| \| \| \| \| \| \| \| \| \| \| \| \| |            |                                 |     |      |            |   |    |
| 1 |            | Laslo Djere                     | 7   | 2    | 5          | 4 |    |
| 1 |            | Sam Querrey                     | 64  | 6    | 7          | 6 |    |
| 2 |            | Dušan Lajović                   | 4   | 7    | 3          | 6 | 64 |
| 2 |            | John Isner                      | 6   | 67   | 6          | 3 | 7  |
| 3 |            | Nikola Milojević - Miljan Zekić | 7   | 2    | 5          | 4 |    |
| 3 |            | Ryan Harrison - Steve Johnson   | 63  | 6    | 7          | 6 |    |
| |            |                                 |     |      |            |   |    |
| 4 |            | Pedja Krstin                    | 6   | 7    |            |   |    |
| 4 |            | Steve Johnson                   | 1   | 5    |            |   |    |
| |            |                                 |     |      |            |   |    |
| 5 |            | Laslo Djere                     | Non | joué |            |   |    |
| 5 | John Isner |                                 |     |      |            |   |    |
| |            |                                 |     |      |            |   |    |

| 1 |            | Laslo Djere                     | 7   | 2    | 5 | 4 |    |
| 1 |            | Sam Querrey                     | 64  | 6    | 7 | 6 |    |
| 2 |            | Dušan Lajović                   | 4   | 7    | 3 | 6 | 64 |
| 2 |            | John Isner                      | 6   | 67   | 6 | 3 | 7  |
| 3 |            | Nikola Milojević - Miljan Zekić | 7   | 2    | 5 | 4 |    |
| 3 |            | Ryan Harrison - Steve Johnson   | 63  | 6    | 7 | 6 |    |
|   |            |                                 |     |      |   |   |    |
| 4 |            | Pedja Krstin                    | 6   | 7    |   |   |    |
| 4 |            | Steve Johnson                   | 1   | 5    |   |   |    |
|   |            |                                 |     |      |   |   |    |
| 5 |            | Laslo Djere                     | Non | joué |   |   |    |
| 5 | John Isner |                                 |     |      |   |   |    |
|   |            |                                 |     |      |   |   |    |

| | Belgique | 3                                | - | 2  | Hongrie |   |   |
| --- | -------- | -------------------------------- | - | -- | ------- | - | - |
| Country Hall Ethias Liège, Liège, Belgique |          |                                  |   |    |         |   |   |
| du 2 février au 4 février 2018 sur dur (int.) |          |                                  |   |    |         |   |   |
| \| 1 \| \| Ruben Bemelmans \| 6 \| 4 \| 7 \| 6 \| \| \| 1 \| \| Márton Fucsovics \| 4 \| 6 \| 65 \| 3 \| \| \| 2 \| \| David Goffin \| 6 \| 6 \| 6 \| \| \| \| 2 \| \| Attila Balázs \| 4 \| 4 \| 0 \| \| \| \| 3 \| \| R. Bemelmans - J. De Loore \| 3 \| 4 \| 7 \| 6 \| 5 \| \| 3 \| \| Attila Balázs - Márton Fucsovics \| 6 \| 6 \| 62 \| 4 \| 7 \| \| \| \| \| \| \| \| \| \| \| 4 \| \| David Goffin \| 7 \| 6 \| 3 \| 6 \| \| \| 4 \| \| Márton Fucsovics \| 5 \| 4 \| 6 \| 2 \| \| \| \| \| \| \| \| \| \| \| \| 5 \| \| Julien Cagnina \| 3 \| 63 \| \| \| \| \| 5 \| \| Zsombor Piros \| 6 \| 7 \| \| \| \| \| \| \| \| \| \| \| \| \| |          |                                  |   |    |         |   |   |
| 1 |          | Ruben Bemelmans                  | 6 | 4  | 7       | 6 |   |
| 1 |          | Márton Fucsovics                 | 4 | 6  | 65      | 3 |   |
| 2 |          | David Goffin                     | 6 | 6  | 6       |   |   |
| 2 |          | Attila Balázs                    | 4 | 4  | 0       |   |   |
| 3 |          | R. Bemelmans - J. De Loore       | 3 | 4  | 7       | 6 | 5 |
| 3 |          | Attila Balázs - Márton Fucsovics | 6 | 6  | 62      | 4 | 7 |
| |          |                                  |   |    |         |   |   |
| 4 |          | David Goffin                     | 7 | 6  | 3       | 6 |   |
| 4 |          | Márton Fucsovics                 | 5 | 4  | 6       | 2 |   |
| |          |                                  |   |    |         |   |   |
| 5 |          | Julien Cagnina                   | 3 | 63 |         |   |   |
| 5 |          | Zsombor Piros                    | 6 | 7  |         |   |   |
| |          |                                  |   |    |         |   |   |

| 1 |  | Ruben Bemelmans                  | 6 | 4  | 7  | 6 |   |
| 1 |  | Márton Fucsovics                 | 4 | 6  | 65 | 3 |   |
| 2 |  | David Goffin                     | 6 | 6  | 6  |   |   |
| 2 |  | Attila Balázs                    | 4 | 4  | 0  |   |   |
| 3 |  | R. Bemelmans - J. De Loore       | 3 | 4  | 7  | 6 | 5 |
| 3 |  | Attila Balázs - Márton Fucsovics | 6 | 6  | 62 | 4 | 7 |
|   |  |                                  |   |    |    |   |   |
| 4 |  | David Goffin                     | 7 | 6  | 3  | 6 |   |
| 4 |  | Márton Fucsovics                 | 5 | 4  | 6  | 2 |   |
|   |  |                                  |   |    |    |   |   |
| 5 |  | Julien Cagnina                   | 3 | 63 |    |   |   |
| 5 |  | Zsombor Piros                    | 6 | 7  |    |   |   |
|   |  |                                  |   |    |    |   |   |

##### Quarts de finale
| | Italie        | 1                              | -   | 3    | France |   |   |
| --- | ------------- | ------------------------------ | --- | ---- | ------ | - | - |
| Valletta Cambiaso ASD, Gênes, Italie |               |                                |     |      |        |   |   |
| du 6 au 8 avril 2018 sur terre battue (ext.) |               |                                |     |      |        |   |   |
| \| 1 \| \| Andreas Seppi \| 3 \| 2 \| 6 \| 6 \| 1 \| \| 1 \| \| Lucas Pouille \| 6 \| 6 \| 4 \| 3 \| 6 \| \| 2 \| \| Fabio Fognini \| 6 \| 6 \| 6 \| 6 \| \| \| 2 \| \| Jérémy Chardy \| 7 \| 2 \| 2 \| 3 \| \| \| 3 \| \| Simone Bolelli - Fabio Fognini \| 4 \| 3 \| 1 \| \| \| \| 3 \| \| P.-H. Herbert - N. Mahut \| 6 \| 6 \| 6 \| \| \| \| \| \| \| \| \| \| \| \| \| 4 \| \| Fabio Fognini \| 6 \| 1 \| 63 \| 3 \| \| \| 4 \| \| Lucas Pouille \| 2 \| 6 \| 7 \| 6 \| \| \| \| \| \| \| \| \| \| \| \| 5 \| \| Andreas Seppi \| Non \| joué \| \| \| \| \| 5 \| Jérémy Chardy \| \| \| \| \| \| \| \| \| \| \| \| \| \| \| \| |               |                                |     |      |        |   |   |
| 1 |               | Andreas Seppi                  | 3   | 2    | 6      | 6 | 1 |
| 1 |               | Lucas Pouille                  | 6   | 6    | 4      | 3 | 6 |
| 2 |               | Fabio Fognini                  | 6   | 6    | 6      | 6 |   |
| 2 |               | Jérémy Chardy                  | 7   | 2    | 2      | 3 |   |
| 3 |               | Simone Bolelli - Fabio Fognini | 4   | 3    | 1      |   |   |
| 3 |               | P.-H. Herbert - N. Mahut       | 6   | 6    | 6      |   |   |
| |               |                                |     |      |        |   |   |
| 4 |               | Fabio Fognini                  | 6   | 1    | 63     | 3 |   |
| 4 |               | Lucas Pouille                  | 2   | 6    | 7      | 6 |   |
| |               |                                |     |      |        |   |   |
| 5 |               | Andreas Seppi                  | Non | joué |        |   |   |
| 5 | Jérémy Chardy |                                |     |      |        |   |   |
| |               |                                |     |      |        |   |   |

| 1 |               | Andreas Seppi                  | 3   | 2    | 6  | 6 | 1 |
| 1 |               | Lucas Pouille                  | 6   | 6    | 4  | 3 | 6 |
| 2 |               | Fabio Fognini                  | 6   | 6    | 6  | 6 |   |
| 2 |               | Jérémy Chardy                  | 7   | 2    | 2  | 3 |   |
| 3 |               | Simone Bolelli - Fabio Fognini | 4   | 3    | 1  |   |   |
| 3 |               | P.-H. Herbert - N. Mahut       | 6   | 6    | 6  |   |   |
|   |               |                                |     |      |    |   |   |
| 4 |               | Fabio Fognini                  | 6   | 1    | 63 | 3 |   |
| 4 |               | Lucas Pouille                  | 2   | 6    | 7  | 6 |   |
|   |               |                                |     |      |    |   |   |
| 5 |               | Andreas Seppi                  | Non | joué |    |   |   |
| 5 | Jérémy Chardy |                                |     |      |    |   |   |
|   |               |                                |     |      |    |   |   |

| | Espagne | 3                             | -  | 2 | Allemagne |    |   |
| --- | ------- | ----------------------------- | -- | - | --------- | -- | - |
| Plaza de Toros, Valence, Espagne |         |                               |    |   |           |    |   |
| du 6 au 8 avril 2018 sur terre battue (ext.) |         |                               |    |   |           |    |   |
| \| 1 \| \| David Ferrer \| 4 \| 2 \| 2 \| \| \| \| 1 \| \| Alexander Zverev \| 6 \| 6 \| 6 \| \| \| \| 2 \| \| Rafael Nadal \| 6 \| 6 \| 6 \| \| \| \| 2 \| \| Philipp Kohlschreiber \| 2 \| 2 \| 3 \| \| \| \| 3 \| \| Feliciano López - Marc López \| 3 \| 4 \| 6 \| 7 \| 5 \| \| 3 \| \| Tim Pütz - Jan-Lennard Struff \| 6 \| 6 \| 3 \| 64 \| 7 \| \| \| \| \| \| \| \| \| \| \| 4 \| \| Rafael Nadal \| 6 \| 6 \| 6 \| \| \| \| 4 \| \| Alexander Zverev \| 1 \| 4 \| 4 \| \| \| \| \| \| \| \| \| \| \| \| \| 5 \| \| David Ferrer \| 7 \| 3 \| 7 \| 4 \| 7 \| \| 5 \| \| Philipp Kohlschreiber \| 61 \| 6 \| 64 \| 6 \| 5 \| \| \| \| \| \| \| \| \| \| |         |                               |    |   |           |    |   |
| 1 |         | David Ferrer                  | 4  | 2 | 2         |    |   |
| 1 |         | Alexander Zverev              | 6  | 6 | 6         |    |   |
| 2 |         | Rafael Nadal                  | 6  | 6 | 6         |    |   |
| 2 |         | Philipp Kohlschreiber         | 2  | 2 | 3         |    |   |
| 3 |         | Feliciano López - Marc López  | 3  | 4 | 6         | 7  | 5 |
| 3 |         | Tim Pütz - Jan-Lennard Struff | 6  | 6 | 3         | 64 | 7 |
| |         |                               |    |   |           |    |   |
| 4 |         | Rafael Nadal                  | 6  | 6 | 6         |    |   |
| 4 |         | Alexander Zverev              | 1  | 4 | 4         |    |   |
| |         |                               |    |   |           |    |   |
| 5 |         | David Ferrer                  | 7  | 3 | 7         | 4  | 7 |
| 5 |         | Philipp Kohlschreiber         | 61 | 6 | 64        | 6  | 5 |
| |         |                               |    |   |           |    |   |

| 1 |  | David Ferrer                  | 4  | 2 | 2  |    |   |
| 1 |  | Alexander Zverev              | 6  | 6 | 6  |    |   |
| 2 |  | Rafael Nadal                  | 6  | 6 | 6  |    |   |
| 2 |  | Philipp Kohlschreiber         | 2  | 2 | 3  |    |   |
| 3 |  | Feliciano López - Marc López  | 3  | 4 | 6  | 7  | 5 |
| 3 |  | Tim Pütz - Jan-Lennard Struff | 6  | 6 | 3  | 64 | 7 |
|   |  |                               |    |   |    |    |   |
| 4 |  | Rafael Nadal                  | 6  | 6 | 6  |    |   |
| 4 |  | Alexander Zverev              | 1  | 4 | 4  |    |   |
|   |  |                               |    |   |    |    |   |
| 5 |  | David Ferrer                  | 7  | 3 | 7  | 4  | 7 |
| 5 |  | Philipp Kohlschreiber         | 61 | 6 | 64 | 6  | 5 |
|   |  |                               |    |   |    |    |   |

| | Croatie      | 3                             | -   | 1    | Kazakhstan |   |  |
| --- | ------------ | ----------------------------- | --- | ---- | ---------- | - |  |
| Varaždin Arena, Varaždin, Croatie |              |                               |     |      |            |   |  |
| du 6 au 8 avril 2018 sur terre battue (int.) |              |                               |     |      |            |   |  |
| \| 1 \| \| Marin Čilić \| 6 \| 6 \| 6 \| \| \| \| 1 \| \| Dmitry Popko \| 2 \| 1 \| 2 \| \| \| \| 2 \| \| Borna Ćorić \| 6 \| 65 \| 4 \| 2 \| \| \| 2 \| \| Mikhail Kukushkin \| 3 \| 7 \| 6 \| 6 \| \| \| 3 \| \| Ivan Dodig - Nikola Mektić \| 62 \| 6 \| 6 \| 6 \| \| \| 3 \| \| T. Khabibulin - A. Nedovyesov \| 7 \| 4 \| 4 \| 2 \| \| \| \| \| \| \| \| \| \| \| \| 4 \| \| Marin Čilić \| 6 \| 6 \| 6 \| \| \| \| 4 \| \| Mikhail Kukushkin \| 1 \| 1 \| 1 \| \| \| \| \| \| \| \| \| \| \| \| \| 5 \| \| Borna Ćorić \| Non \| joué \| \| \| \| \| 5 \| Dmitry Popko \| \| \| \| \| \| \| \| \| \| \| \| \| \| \| \| |              |                               |     |      |            |   |  |
| 1 |              | Marin Čilić                   | 6   | 6    | 6          |   |  |
| 1 |              | Dmitry Popko                  | 2   | 1    | 2          |   |  |
| 2 |              | Borna Ćorić                   | 6   | 65   | 4          | 2 |  |
| 2 |              | Mikhail Kukushkin             | 3   | 7    | 6          | 6 |  |
| 3 |              | Ivan Dodig - Nikola Mektić    | 62  | 6    | 6          | 6 |  |
| 3 |              | T. Khabibulin - A. Nedovyesov | 7   | 4    | 4          | 2 |  |
| |              |                               |     |      |            |   |  |
| 4 |              | Marin Čilić                   | 6   | 6    | 6          |   |  |
| 4 |              | Mikhail Kukushkin             | 1   | 1    | 1          |   |  |
| |              |                               |     |      |            |   |  |
| 5 |              | Borna Ćorić                   | Non | joué |            |   |  |
| 5 | Dmitry Popko |                               |     |      |            |   |  |
| |              |                               |     |      |            |   |  |

| 1 |              | Marin Čilić                   | 6   | 6    | 6 |   |  |
| 1 |              | Dmitry Popko                  | 2   | 1    | 2 |   |  |
| 2 |              | Borna Ćorić                   | 6   | 65   | 4 | 2 |  |
| 2 |              | Mikhail Kukushkin             | 3   | 7    | 6 | 6 |  |
| 3 |              | Ivan Dodig - Nikola Mektić    | 62  | 6    | 6 | 6 |  |
| 3 |              | T. Khabibulin - A. Nedovyesov | 7   | 4    | 4 | 2 |  |
|   |              |                               |     |      |   |   |  |
| 4 |              | Marin Čilić                   | 6   | 6    | 6 |   |  |
| 4 |              | Mikhail Kukushkin             | 1   | 1    | 1 |   |  |
|   |              |                               |     |      |   |   |  |
| 5 |              | Borna Ćorić                   | Non | joué |   |   |  |
| 5 | Dmitry Popko |                               |     |      |   |   |  |
|   |              |                               |     |      |   |   |  |

| | États-Unis     | 4                            | -   | 0    | Belgique |   |  |
| --- | -------------- | ---------------------------- | --- | ---- | -------- | - |  |
| Curb Event Center, Nashville, États-Unis |                |                              |     |      |          |   |  |
| du 6 au 8 avril 2018 sur dur (int.) |                |                              |     |      |          |   |  |
| \| 1 \| \| John Isner \| 6 \| 64 \| 7 \| 6 \| \| \| 1 \| \| Joris De Loore \| 3 \| 7 \| 68 \| 4 \| \| \| 2 \| \| Sam Querrey \| 6 \| 7 \| 7 \| \| \| \| 2 \| \| Ruben Bemelmans \| 1 \| 65 \| 5 \| \| \| \| 3 \| \| Ryan Harrison - Jack Sock \| 5 \| 7 \| 7 \| 6 \| \| \| 3 \| \| Sander Gillé - Joran Vliegen \| 7 \| 61 \| 63 \| 4 \| \| \| \| \| \| \| \| \| \| \| \| 4 \| \| Ryan Harrison \| 6 \| 6 \| \| \| \| \| 4 \| \| Ruben Bemelmans \| 3 \| 4 \| \| \| \| \| \| \| \| \| \| \| \| \| \| 5 \| \| Sam Querrey \| Non \| joué \| \| \| \| \| 5 \| Joris De Loore \| \| \| \| \| \| \| \| \| \| \| \| \| \| \| \| |                |                              |     |      |          |   |  |
| 1 |                | John Isner                   | 6   | 64   | 7        | 6 |  |
| 1 |                | Joris De Loore               | 3   | 7    | 68       | 4 |  |
| 2 |                | Sam Querrey                  | 6   | 7    | 7        |   |  |
| 2 |                | Ruben Bemelmans              | 1   | 65   | 5        |   |  |
| 3 |                | Ryan Harrison - Jack Sock    | 5   | 7    | 7        | 6 |  |
| 3 |                | Sander Gillé - Joran Vliegen | 7   | 61   | 63       | 4 |  |
| |                |                              |     |      |          |   |  |
| 4 |                | Ryan Harrison                | 6   | 6    |          |   |  |
| 4 |                | Ruben Bemelmans              | 3   | 4    |          |   |  |
| |                |                              |     |      |          |   |  |
| 5 |                | Sam Querrey                  | Non | joué |          |   |  |
| 5 | Joris De Loore |                              |     |      |          |   |  |
| |                |                              |     |      |          |   |  |

| 1 |                | John Isner                   | 6   | 64   | 7  | 6 |  |
| 1 |                | Joris De Loore               | 3   | 7    | 68 | 4 |  |
| 2 |                | Sam Querrey                  | 6   | 7    | 7  |   |  |
| 2 |                | Ruben Bemelmans              | 1   | 65   | 5  |   |  |
| 3 |                | Ryan Harrison - Jack Sock    | 5   | 7    | 7  | 6 |  |
| 3 |                | Sander Gillé - Joran Vliegen | 7   | 61   | 63 | 4 |  |
|   |                |                              |     |      |    |   |  |
| 4 |                | Ryan Harrison                | 6   | 6    |    |   |  |
| 4 |                | Ruben Bemelmans              | 3   | 4    |    |   |  |
|   |                |                              |     |      |    |   |  |
| 5 |                | Sam Querrey                  | Non | joué |    |   |  |
| 5 | Joris De Loore |                              |     |      |    |   |  |
|   |                |                              |     |      |    |   |  |

##### Demi-finales
| | France | 3                                   | -  | 2  | Espagne |   |   |
| --- | ------ | ----------------------------------- | -- | -- | ------- | - | - |
| Stade Pierre-Mauroy, Villeneuve-d'Ascq, France |        |                                     |    |    |         |   |   |
| du 14 au 16 septembre 2018 sur dur (int.) |        |                                     |    |    |         |   |   |
| \| 1 \| \| Benoît Paire \| 7 \| 6 \| 6 \| \| \| \| 1 \| \| Pablo Carreño Busta \| 5 \| 1 \| 0 \| \| \| \| 2 \| \| Lucas Pouille \| 3 \| 7 \| 6 \| 2 \| 6 \| \| 2 \| \| Roberto Bautista-Agut \| 6 \| 65 \| 4 \| 6 \| 4 \| \| 3 \| \| J. Benneteau - N. Mahut \| 6 \| 6 \| 7 \| \| \| \| 3 \| \| Marcel Granollers - Feliciano López \| 0 \| 4 \| 67 \| \| \| \| \| \| \| \| \| \| \| \| \| 4 \| \| Richard Gasquet \| 6 \| 4 \| 12 \| \| \| \| 4 \| \| Albert Ramos-Viñolas \| 1 \| 6 \| 14 \| \| \| \| \| \| \| \| \| \| \| \| \| 5 \| \| Nicolas Mahut \| 7 \| 3 \| 11 \| \| \| \| 5 \| \| Marcel Granollers \| 62 \| 6 \| 13 \| \| \| \| \| \| \| \| \| \| \| \| |        |                                     |    |    |         |   |   |
| 1 |        | Benoît Paire                        | 7  | 6  | 6       |   |   |
| 1 |        | Pablo Carreño Busta                 | 5  | 1  | 0       |   |   |
| 2 |        | Lucas Pouille                       | 3  | 7  | 6       | 2 | 6 |
| 2 |        | Roberto Bautista-Agut               | 6  | 65 | 4       | 6 | 4 |
| 3 |        | J. Benneteau - N. Mahut             | 6  | 6  | 7       |   |   |
| 3 |        | Marcel Granollers - Feliciano López | 0  | 4  | 67      |   |   |
| |        |                                     |    |    |         |   |   |
| 4 |        | Richard Gasquet                     | 6  | 4  | 12      |   |   |
| 4 |        | Albert Ramos-Viñolas                | 1  | 6  | 14      |   |   |
| |        |                                     |    |    |         |   |   |
| 5 |        | Nicolas Mahut                       | 7  | 3  | 11      |   |   |
| 5 |        | Marcel Granollers                   | 62 | 6  | 13      |   |   |
| |        |                                     |    |    |         |   |   |

| 1 |  | Benoît Paire                        | 7  | 6  | 6  |   |   |
| 1 |  | Pablo Carreño Busta                 | 5  | 1  | 0  |   |   |
| 2 |  | Lucas Pouille                       | 3  | 7  | 6  | 2 | 6 |
| 2 |  | Roberto Bautista-Agut               | 6  | 65 | 4  | 6 | 4 |
| 3 |  | J. Benneteau - N. Mahut             | 6  | 6  | 7  |   |   |
| 3 |  | Marcel Granollers - Feliciano López | 0  | 4  | 67 |   |   |
|   |  |                                     |    |    |    |   |   |
| 4 |  | Richard Gasquet                     | 6  | 4  | 12 |   |   |
| 4 |  | Albert Ramos-Viñolas                | 1  | 6  | 14 |   |   |
|   |  |                                     |    |    |    |   |   |
| 5 |  | Nicolas Mahut                       | 7  | 3  | 11 |   |   |
| 5 |  | Marcel Granollers                   | 62 | 6  | 13 |   |   |
|   |  |                                     |    |    |    |   |   |

| | Croatie | 3                          | -  | 2  | États-Unis |    |    |
| --- | ------- | -------------------------- | -- | -- | ---------- | -- | -- |
| Salle Krešimir Ćosić, Zadar, Croatie |         |                            |    |    |            |    |    |
| du 14 au 16 septembre 2018 sur terre battue (ext.) |         |                            |    |    |            |    |    |
| \| 1 \| \| Borna Ćorić \| 6 \| 7 \| 6 \| \| \| \| 1 \| \| Steve Johnson \| 4 \| 64 \| 3 \| \| \| \| 2 \| \| Marin Čilić \| 6 \| 6 \| 7 \| \| \| \| 2 \| \| Frances Tiafoe \| 1 \| 3 \| 65 \| \| \| \| 3 \| \| Ivan Dodig - Mate Pavić \| 5 \| 6 \| 6 \| 7 \| 65 \| \| 3 \| \| Mike Bryan - Ryan Harrison \| 7 \| 7 \| 1 \| 65 \| 7 \| \| \| \| \| \| \| \| \| \| \| 4 \| \| Marin Čilić \| 7 \| 6 \| 3 \| 4 \| \| \| 4 \| \| Sam Querrey \| 62 \| 7 \| 6 \| 6 \| \| \| \| \| \| \| \| \| \| \| \| 5 \| \| Borna Ćorić \| 60 \| 6 \| 611 \| 6 \| 6 \| \| 5 \| \| Frances Tiafoe \| 7 \| 1 \| 7 \| 1 \| 3 \| \| \| \| \| \| \| \| \| \| |         |                            |    |    |            |    |    |
| 1 |         | Borna Ćorić                | 6  | 7  | 6          |    |    |
| 1 |         | Steve Johnson              | 4  | 64 | 3          |    |    |
| 2 |         | Marin Čilić                | 6  | 6  | 7          |    |    |
| 2 |         | Frances Tiafoe             | 1  | 3  | 65         |    |    |
| 3 |         | Ivan Dodig - Mate Pavić    | 5  | 6  | 6          | 7  | 65 |
| 3 |         | Mike Bryan - Ryan Harrison | 7  | 7  | 1          | 65 | 7  |
| |         |                            |    |    |            |    |    |
| 4 |         | Marin Čilić                | 7  | 6  | 3          | 4  |    |
| 4 |         | Sam Querrey                | 62 | 7  | 6          | 6  |    |
| |         |                            |    |    |            |    |    |
| 5 |         | Borna Ćorić                | 60 | 6  | 611        | 6  | 6  |
| 5 |         | Frances Tiafoe             | 7  | 1  | 7          | 1  | 3  |
| |         |                            |    |    |            |    |    |

| 1 |  | Borna Ćorić                | 6  | 7  | 6   |    |    |
| 1 |  | Steve Johnson              | 4  | 64 | 3   |    |    |
| 2 |  | Marin Čilić                | 6  | 6  | 7   |    |    |
| 2 |  | Frances Tiafoe             | 1  | 3  | 65  |    |    |
| 3 |  | Ivan Dodig - Mate Pavić    | 5  | 6  | 6   | 7  | 65 |
| 3 |  | Mike Bryan - Ryan Harrison | 7  | 7  | 1   | 65 | 7  |
|   |  |                            |    |    |     |    |    |
| 4 |  | Marin Čilić                | 7  | 6  | 3   | 4  |    |
| 4 |  | Sam Querrey                | 62 | 7  | 6   | 6  |    |
|   |  |                            |    |    |     |    |    |
| 5 |  | Borna Ćorić                | 60 | 6  | 611 | 6  | 6  |
| 5 |  | Frances Tiafoe             | 7  | 1  | 7   | 1  | 3  |
|   |  |                            |    |    |     |    |    |

##### Finale

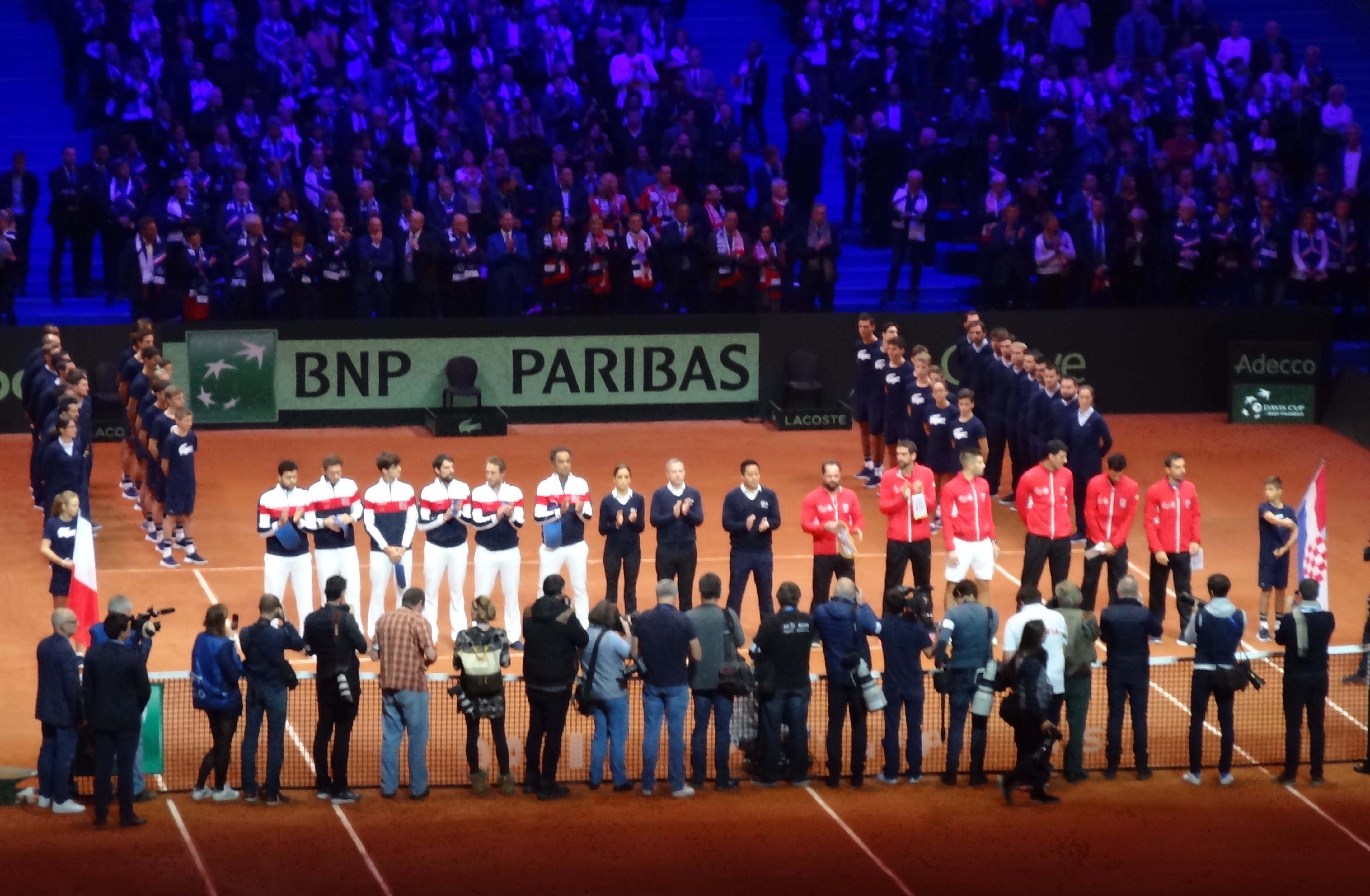
Les deux équipes lors de la finale.

La finale de la Coupe Davis 2018 se joue entre la France et la Croatie.
| | France      | 1                        | -   | 3    | Croatie |    |  |
| --- | ----------- | ------------------------ | --- | ---- | ------- | -- |  |
| Stade Pierre-Mauroy, Villeneuve-d'Ascq, France |             |                          |     |      |         |    |  |
| du 23 au 25 novembre 2018 sur terre battue (int.) |             |                          |     |      |         |    |  |
| \| 1 \| \| Jérémy Chardy \| 2 \| 5 \| 4 \| \| \| \| 1 \| \| Borna Ćorić \| 6 \| 7 \| 6 \| \| \| \| 2 \| \| Jo-Wilfried Tsonga \| 3 \| 5 \| 4 \| \| \| \| 2 \| \| Marin Čilić \| 6 \| 7 \| 6 \| \| \| \| 3 \| \| P.-H. Herbert - N. Mahut \| 6 \| 6 \| 3 \| 7 \| \| \| 3 \| \| Ivan Dodig - Mate Pavić \| 4 \| 4 \| 6 \| 63 \| \| \| \| \| \| \| \| \| \| \| \| 4 \| \| Lucas Pouille \| 63 \| 3 \| 3 \| \| \| \| 4 \| \| Marin Čilić \| 7 \| 6 \| 6 \| \| \| \| \| \| \| \| \| \| \| \| \| 5 \| \| Jo-Wilfried Tsonga \| Non \| joué \| \| \| \| \| 5 \| Borna Ćorić \| \| \| \| \| \| \| \| \| \| \| \| \| \| \| \| |             |                          |     |      |         |    |  |
| 1 |             | Jérémy Chardy            | 2   | 5    | 4       |    |  |
| 1 |             | Borna Ćorić              | 6   | 7    | 6       |    |  |
| 2 |             | Jo-Wilfried Tsonga       | 3   | 5    | 4       |    |  |
| 2 |             | Marin Čilić              | 6   | 7    | 6       |    |  |
| 3 |             | P.-H. Herbert - N. Mahut | 6   | 6    | 3       | 7  |  |
| 3 |             | Ivan Dodig - Mate Pavić  | 4   | 4    | 6       | 63 |  |
| |             |                          |     |      |         |    |  |
| 4 |             | Lucas Pouille            | 63  | 3    | 3       |    |  |
| 4 |             | Marin Čilić              | 7   | 6    | 6       |    |  |
| |             |                          |     |      |         |    |  |
| 5 |             | Jo-Wilfried Tsonga       | Non | joué |         |    |  |
| 5 | Borna Ćorić |                          |     |      |         |    |  |
| |             |                          |     |      |         |    |  |

### Barrages

#### Résumé
Les barrages voient s'affronter les nations ayant perdu au 1er tour du "Groupe Mondial" (GM) et les vainqueurs des "Groupe I" de façon aléatoire.
De par la refonte du format de la prochaine édition les nations victorieuses sont qualifiées pour la phase qualificative. Les nations vaincues participent au "Groupe I" de leur zone géographique. Les barrages se déroulent en même temps que les demi-finales : du 14 au 16 septembre.
| Lieu     | Surface             | Hôtes                | Score | Visiteurs          |
| -------- | ------------------- | -------------------- | ----- | ------------------ |
| San Juan | terre battue (int.) | Argentine            | 4 - 0 | Colombie           |
| Glasgow* | dur (int.)          | Grande-Bretagne (GM) | 3 - 1 | Ouzbékistan        |
| Graz     | terre battue (ext.) | Autriche             | 3 - 1 | Australie (GM)     |
| Bienne   | dur (int.)          | Suisse (GM)          | 2 - 3 | Suède              |
| Kraljevo | terre battue (int.) | Serbie (GM)          | 4 - 0 | Inde               |
| Toronto  | dur (int.)          | Canada (GM)          | 3 - 1 | Pays-Bas (GM)      |
| Budapest | terre battue (ext.) | Hongrie (GM)         | 2 - 3 | Tchéquie           |
| Osaka*   | dur (ext.)          | Japon (GM)           | 4 - 0 | Bosnie-Herzégovine |

* les équipes qui se rencontrent pour la 1re fois dans l'histoire de la compétition tirent au sort la nation qui reçoit.